# Lucía Hiriart
Lucía Hiriart   (Antofagasta, 10 de desembre de 1923 - Santiago de Xile, 16 de desembre de 2021), nascuda María Lucía Hiriart Rodríguez, va ser, com a dona del dictador xilè Augusto Pinochet, Primera dama de Xile de 1973 a 1990.

## Biografia

### Família i matrimoni

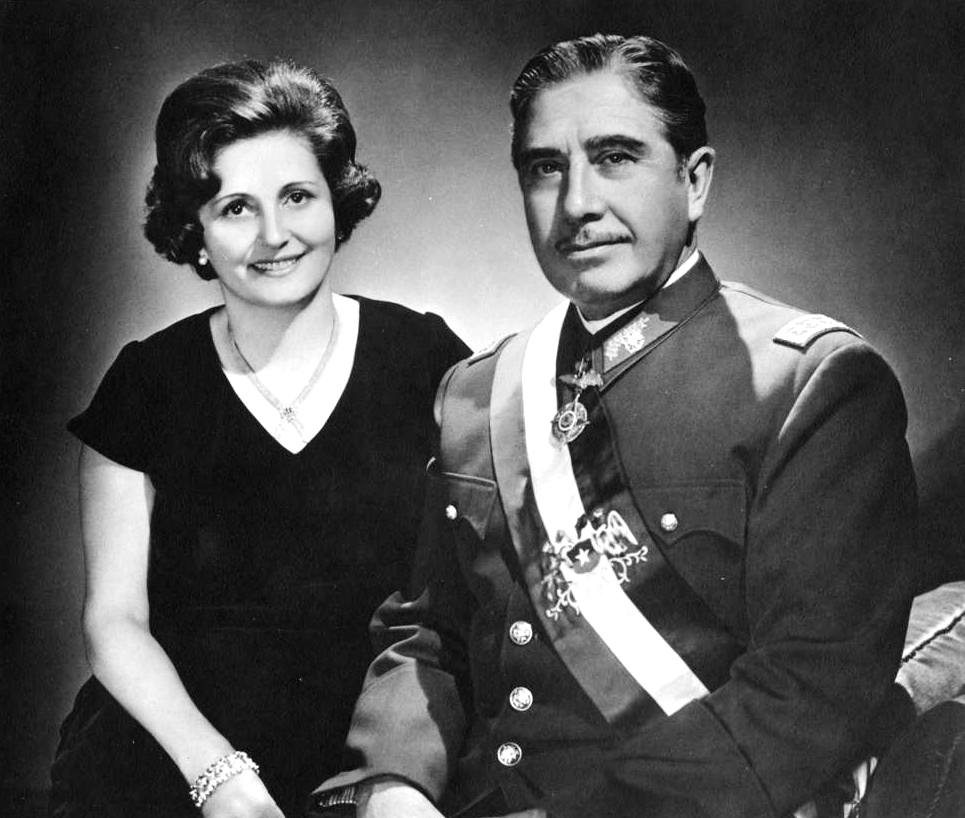
Augusto Pinochet i la seva dona Lucía Hiriart.

Provinent de la burgesia, Lucía Hiriart Rodríguez és filla d'Osvaldo Hiriart Corvalan, líder del Partit Radical i exministre de l'Interior, i descendent d'immigrants bascos francesos (família Hiriart de Nilo).
Es va casar als vint-i-un anys, el 30 de gener de 1943, amb Augusto Pinochet Ugarte, deu anys més gran que ella. Els seus pares desaproven aquest matrimoni, creient que Pinochet no estava a l'alçada. Van tenir tres filles i dos fills.

### Durant la dictadura
A les seves memòries, Pinochet escriu que ella el va inspirar per a orquestrar el cop d'estat de 1973 contra el president Salvador Allende.
Lucía Hiriart va ser la dona més poderosa del règim, influint en les decisions del seu marit. Escriu la periodista Alejandra Matus, autora de la biografia Doña Lucia: "Per a mi, Pinochet no es pot entendre sense la seva dona. No teníem un dictador, sinó una parella dictatorial".
Presideix la Fundació CEMA Chile, finançada per l'estat, que va servir per generar suport popular al règim de Pinochet, amb centres en pobles on les dones anaven a teixir, brodar o beure te. Ella adreça declaracions violentes als opositors, explicant que "si jo fos cap de govern, seria molt més dura que el meu marit".

### Corrupció
Després del final de la dictadura, va ser acusada, com el seu marit, de malversació. La parella tenia diversos milions de dòlars en comptes secrets a l'estranger.
Lucía Hiriart va ser acusada especialment d'haver venut en benefici personal un centenar d'edificis i terrenys que havien estat cedits pel règim a la fundació que ella encapçalava.
Va morir el 17 de desembre de 2021 sense haver estat mai jutjada.